# مارمولک شاخ‌کوتاه بزرگ
مارمولک شاخ‌کوتاه بزرگ (نام علمی: Phrynosoma hernandesi)، که معمولاً به عنوان مارمولک شاخ‌کوتاه کوهی نیز شناخته می‌شود، گونهای از مارمولک بومی غرب آمریکای شمالی است. مانند دیگر مارمولک‌های شاخ‌دار، اغلب به آن «وزغ شاخدار» یا «وزغ شاخی» می‌گویند، اما اصلاً وزغ نیست. خزنده است نه دوزیست. این یکی از هفت گونه مارمولک بومی در کانادا است.